# Ekvadorski znakovni jezik
Ekvadorski znakovni jezik (ISO 639-3: ecs), znakovni jezik gluhih osoba u Ekvadoru kojim se služi oko 188 000 ljudi (Van Cleve 1986). 
Prema Van Cleve (1986) populacija gluhih iznosila je između 64 000-150 000 ili više. Postoje 3 institucije za gluhe. 

## Vanjske poveznice
- Ethnologue (14th)
- Ethnologue (15th)